# Molia (Niger)
Molia (auch: Molio) ist ein Dorf in der Landgemeinde Anzourou in Niger.

## Geographie
Das von einem traditionellen Ortsvorsteher (chef traditionnel) geleitete Dorf befindet sich rund drei Kilometer nordwestlich des Hauptorts Sarakoira der Landgemeinde Anzourou, die zum Departement Tillabéri in der gleichnamigen Region Tillabéri gehört. Ein weiteres größeres Dorf in der Umgebung von Molia ist das weiter östlich gelegene Sangara.
Es herrscht das Klima der Sahelzone vor, mit einer durchschnittlichen jährlichen Niederschlagsmenge zwischen 300 und 400 mm.

## Geschichte
Die Siedlung Molia wurde von Angehörigen der ethnischen Gruppe der Zarma aus Dosso gegründet. Bei Überschwemmungen am 13. und 14. August 2011 stürzten 20 Wohnhäuser und 30 Getreidespeicher ein. Außerdem wurden mehrere Felder überflutet. Bei einem mutmaßlich von der Terrororganisation Islamischer Staat in der Größeren Sahara verübten gezielten Anschlag am 6. Februar 2020 wurde in Molia ein Lehrer getötet. Bei dem Angriff kamen auch vier Bauarbeiter ums Leben.

## Bevölkerung
Bei der Volkszählung 2012 hatte Molia 1298 Einwohner, die in 181 Haushalten lebten. Bei der Volkszählung 2001 betrug die Einwohnerzahl 1090 in 147 Haushalten und bei der Volkszählung 1988 belief sich die Einwohnerzahl auf 785 in 127 Haushalten.

## Wirtschaft und Infrastruktur
In Molia wird auf einem vier Hektar großen Areal von über 200 Frauen Bewässerungsfeldbau betrieben. Es handelt sich um eines der wichtigsten Gemüseanbaugebiete im Departement Tillabéri. Mit einem Centre de Santé Intégré (CSI) ist ein Gesundheitszentrum im Dorf vorhanden. Es gibt eine Schule.